# 4e Rue
La 4e Rue (4th Street) est une voie de circulation de New York.

## Situation et accès
Située dans le sud de Manhattan, elle commence à l'Avenue D en tant que 4e Rue est, continue vers Broadway où elle devient la 4e Rue ouest.
Elle traverse le quartier de Greenwich Village.
- Extrémité est : 40° 43′ 16″ N, 73° 58′ 40″ O
- Extrémité ouest : 40° 44′ 21″ N, 74° 00′ 14″ O

## Origine du nom
La 4e Rue, tire son nom tout simplement de sa position dans le plan en damier de Manhattan établi en 1811. 
Le chiffre « 4 » indique sa position dans la grille est-ouest, entre la 3e et la 5e Rue.

## Historique
Située près de l'angle sud-ouest de Washington Square Park, entre MacDougal Street (en) et Sixth Avenue, l'église méthodiste de Washington Square est un édifice en marbre de style néo-roman conçu par Gamaliel King et construit en 1859-1860. Surnommée « l'église de la paix » pour son soutien aux manifestants de la guerre du Vietnam, l'église de Washington Square a longtemps servi de base de quartier à des groupes d'activistes tels que les Black Panthers et Gay Men's Health Crisis (en). L'église a été vendue en 2005 à un promoteur pour être convertie en unités résidentielles.

## Bâtiments remarquables et lieux de mémoire
Parmi les habitants notables figurent Bob Dylan qui y a résidé dans les années 1960, et Simon and Garfunkel. Bob Dylan a d'ailleurs écrit la chanson Positively 4th Street sans doute inspiré par cette rue. L'artiste Gertrude Vanderbilt Whitney y avait établi son Whitney Studio Club au 147 West 4th Street.

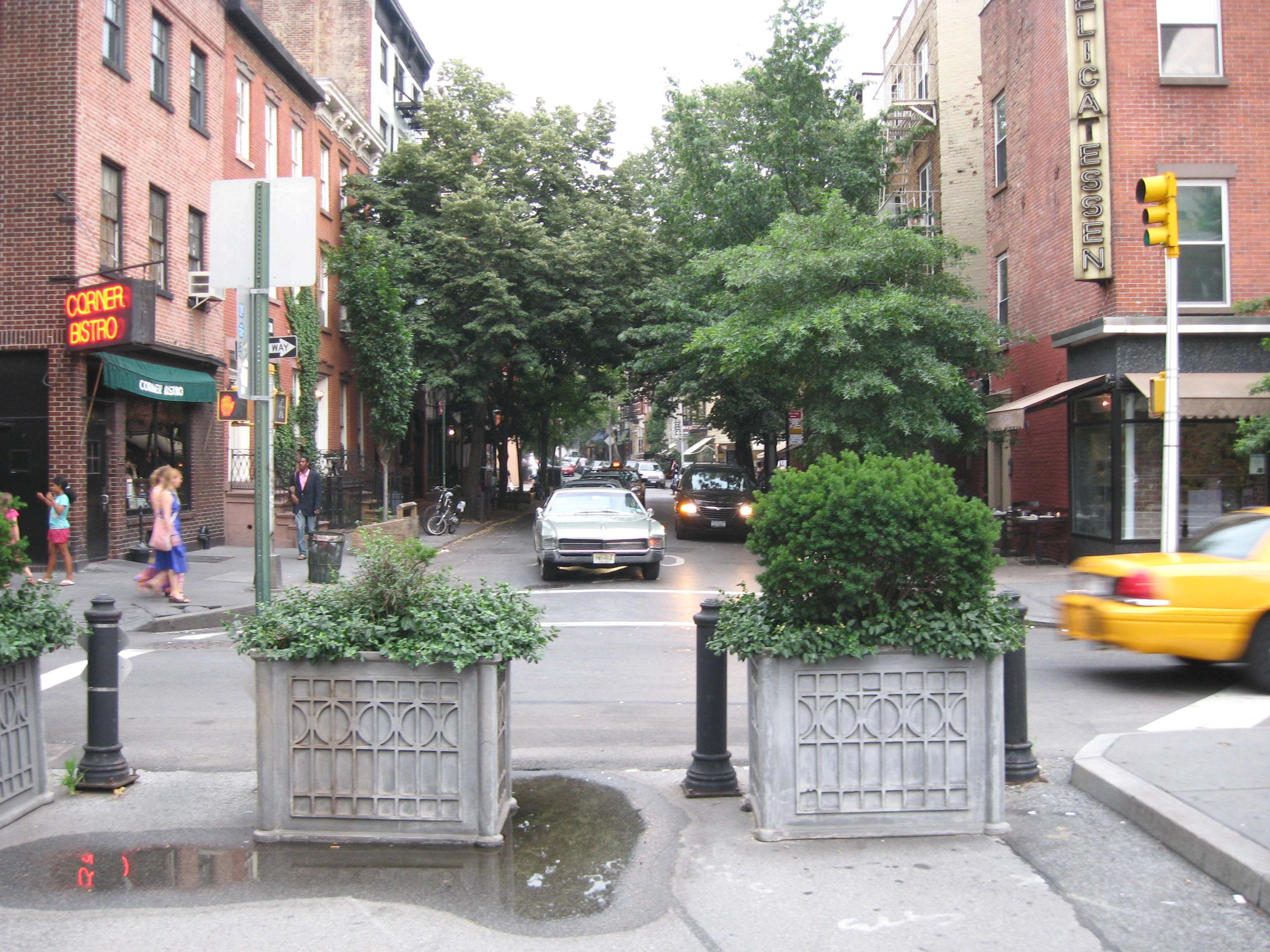
4e Rue ouest.
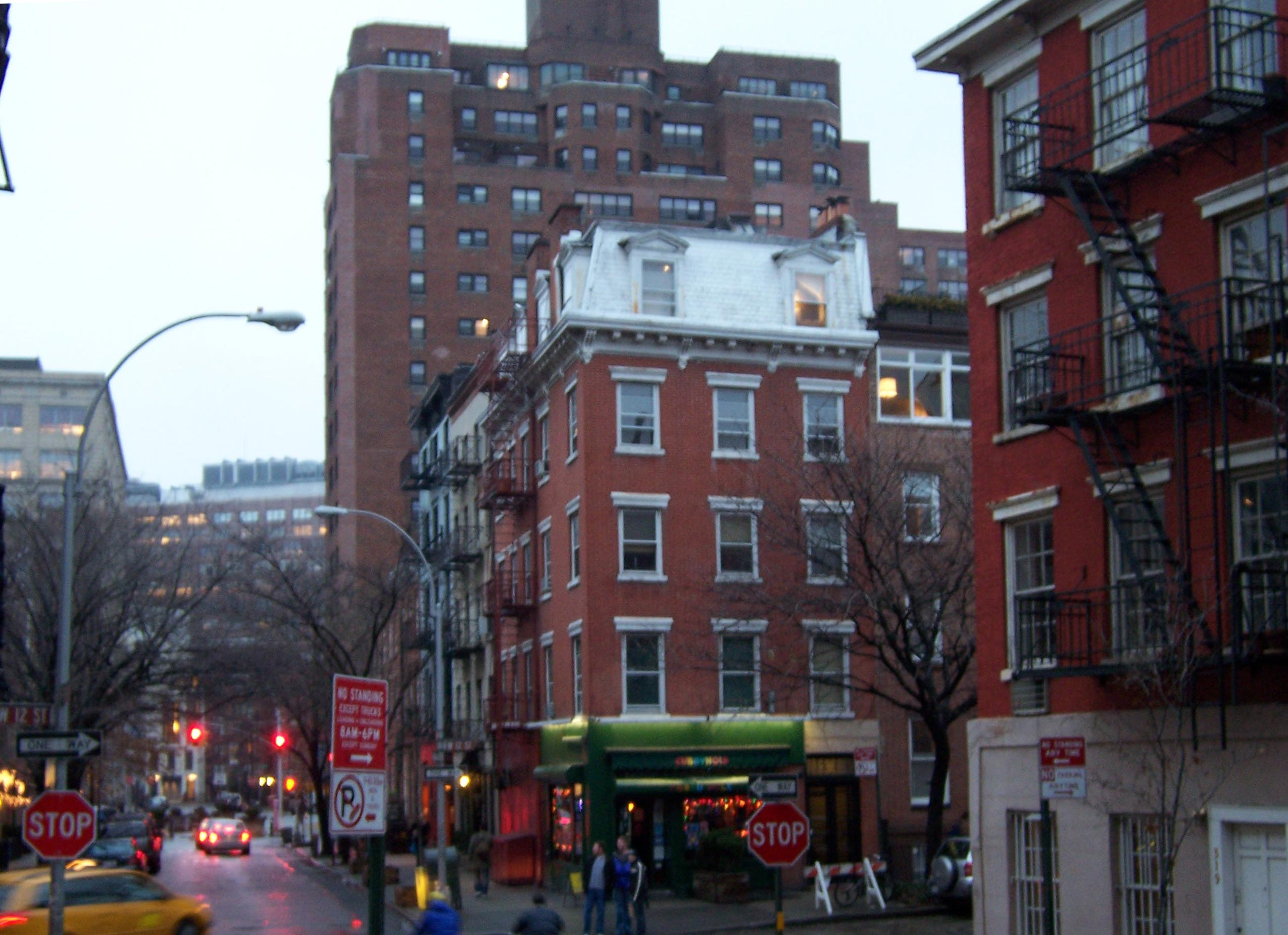
4e Rue à Greenwich Village.
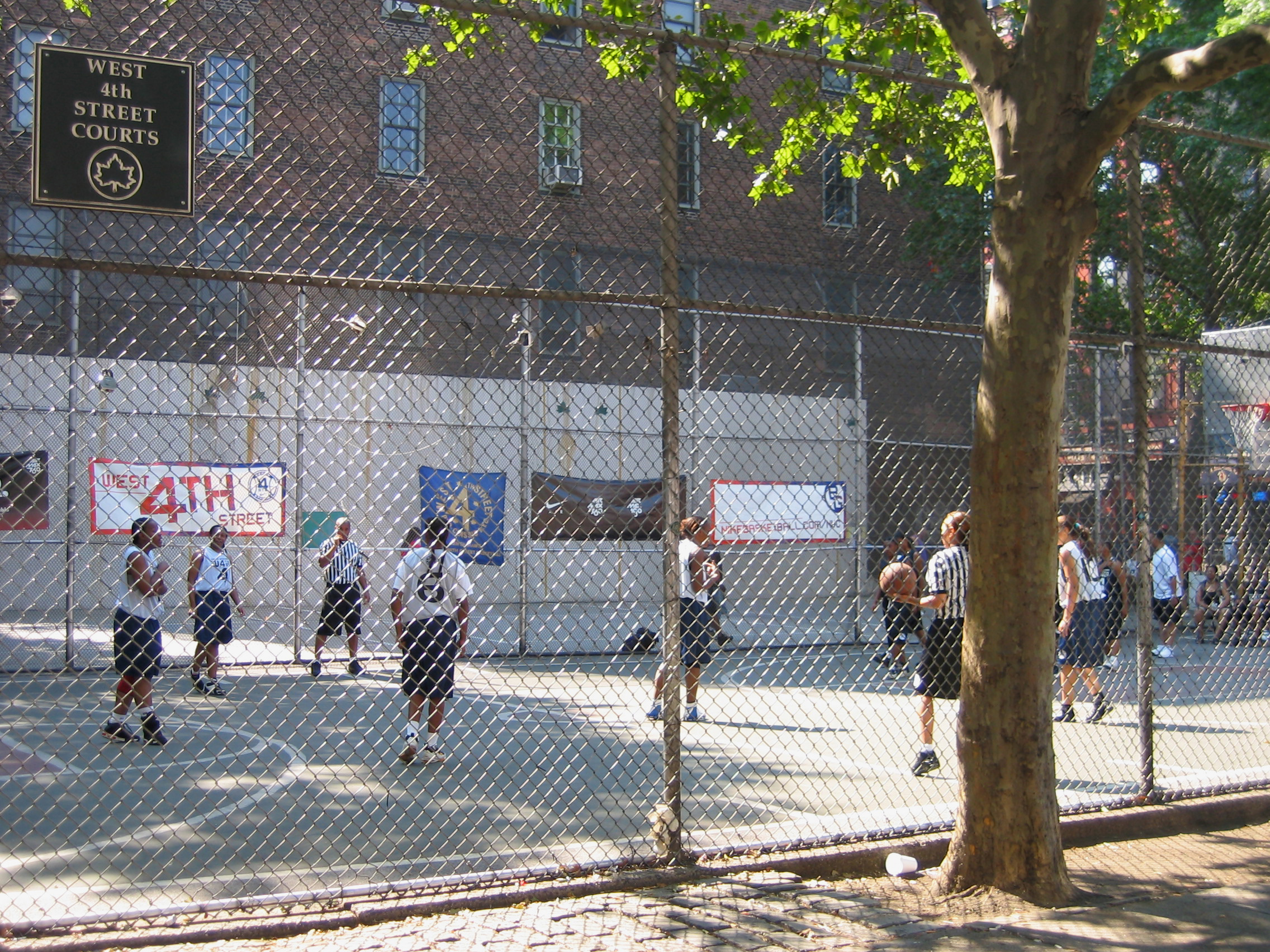
Terrains de basket-ball.